# A Thousand Suns Tour
A Thousand Suns World Tour foi uma turnê da banda norte-americana de rock Linkin Park. A turnê deu apoio ao álbum A Thousand Suns, que foi lançado em 14 de setembro de 2010. A  turnê ficou na posição #35 na lista da Pollstar das "Top 50 Turnês Mundiais" do ano, com lucros de mais de 20 milhões de dólares.
A turnê começou com duas pequenas listening parties ainda nos Estados Unidos e então foi para a América do Sul, onde se apresentou na Argentina, no Chile e no Brasil. A turnê fez então uma passagem pela Europa, com shows na Alemanha, Áustria, França, Dinamarca, Suíça e no Reino Unido. Então, o Linkin Park regressou para os Estados Unidos onde fez uma nova série de concertos.

## Datas

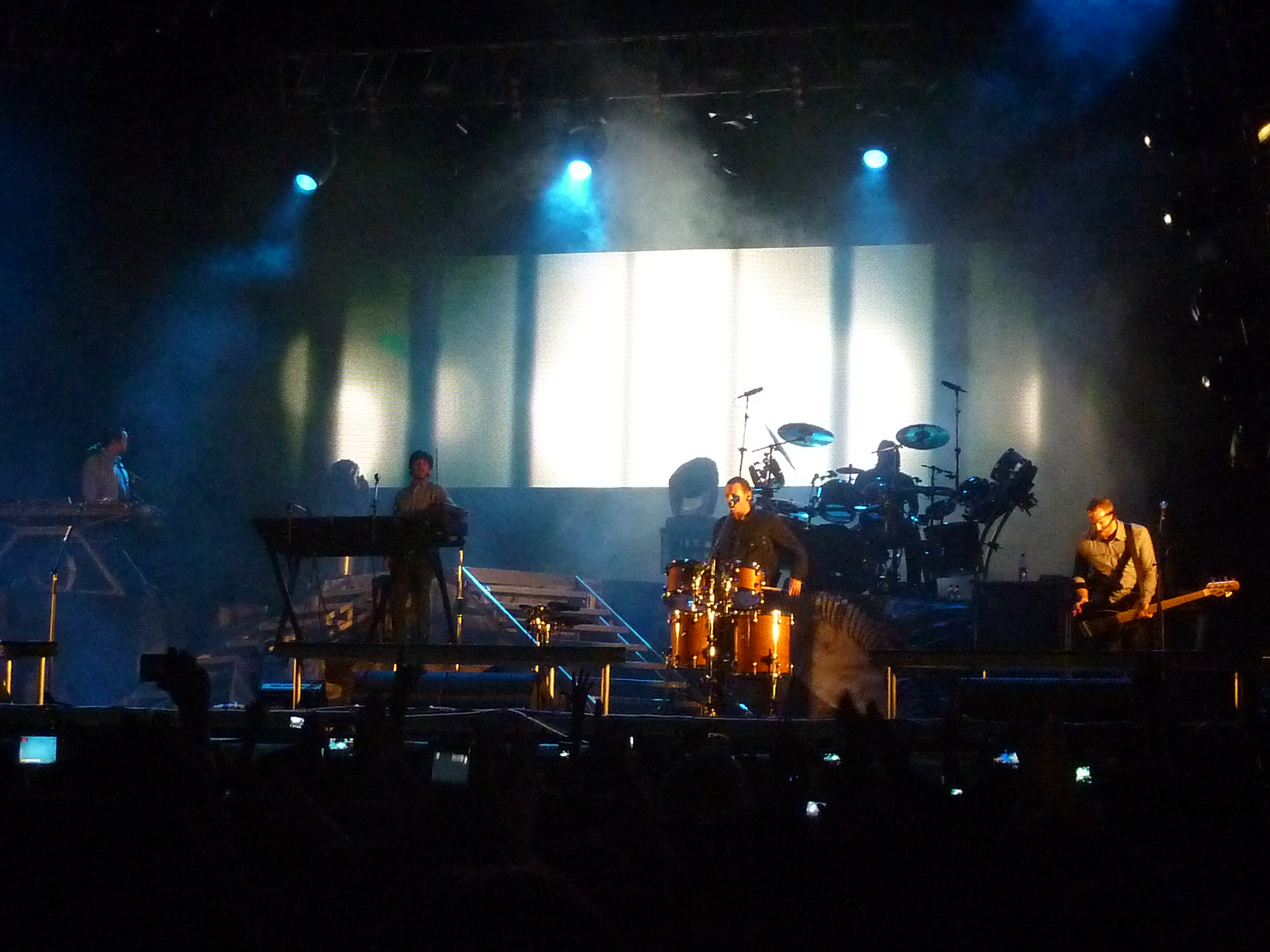
Linkin Park tocando no Chile.

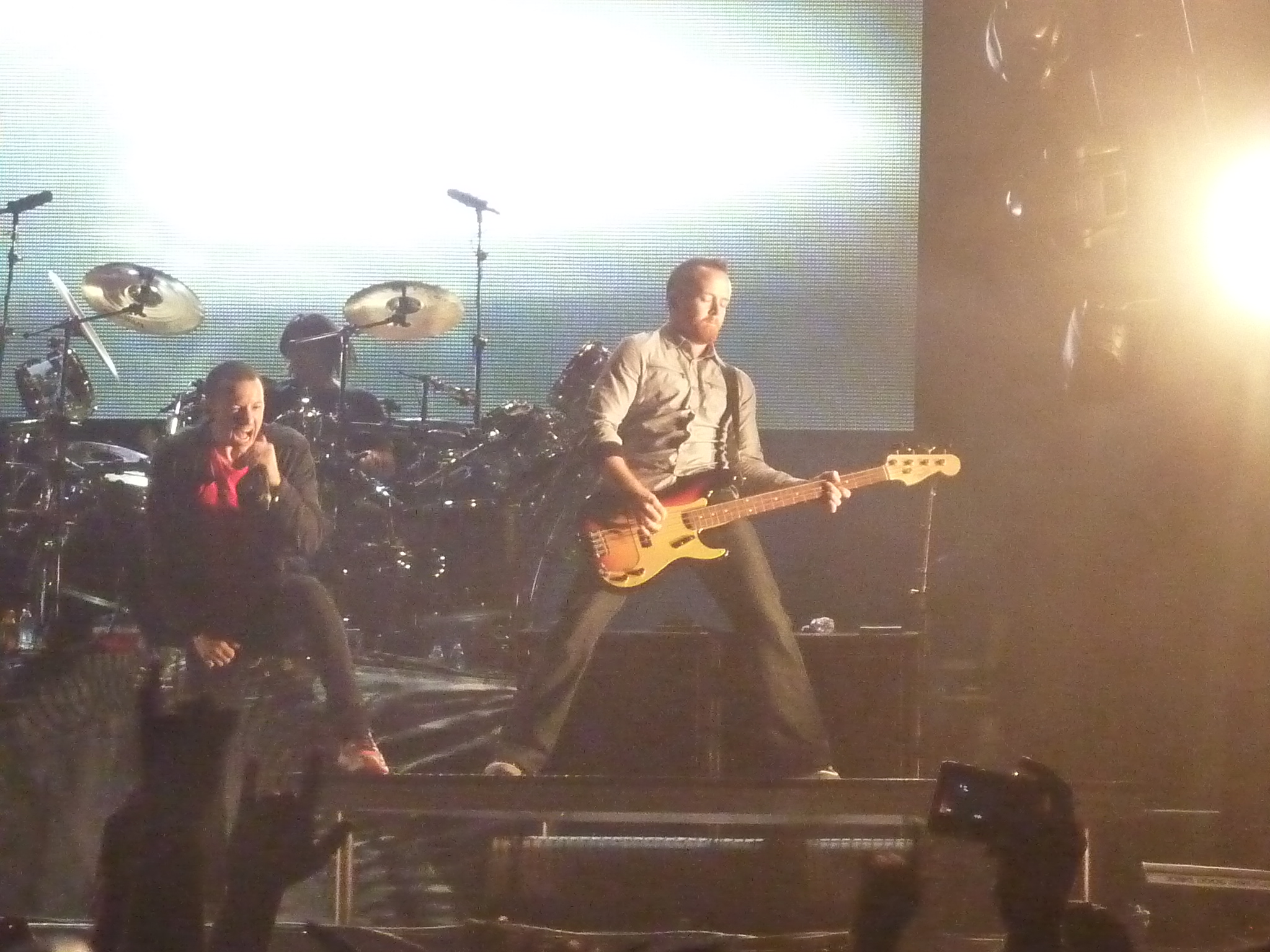
Chester Bennington e David "Phoenix" Farrell se apresentando durante um show da A Thousand Suns Tour.

| América do Norte        |                |                        |                                  |
| 7 de setembro de 2010   | Los Angeles    | Estados Unidos         | Ricardo Montalbán Theatre        |
| 14 de setembro de 2010  | Nova York      | Estados Unidos         | Best Buy Theater                 |
| América do Sul          |                |                        |                                  |
| 7 de outubro de 2010    | Buenos Aires   | Argentina              | Estádio José Amalfitani          |
| 9 de outubro de 2010    | Santiago       | Chile                  | Club Hipico                      |
| 11 de outubro de 2010   | Itu            | Brasil                 | Fazenda Maeda                    |
| Europa                  |                |                        |                                  |
| 20 de outubro de 2010   | Berlim         | Alemanha               | O2 World                         |
| 22 de outubro de 2010   | Stuttgart      | Alemanha               | Hanns-Martin-Schleyer-Halle      |
| 23 de outubro de 2010   | Linz           | Áustria                | Tips Arena                       |
| 25 de outubro de 2010   | Paris          | França                 | Palais Omnisports de Paris-Bercy |
| 26 de outubro de 2010   | Dortmund       | Alemanha               | Westfalenhalle                   |
| 27 de outubro de 2010   | Colônia        | Alemanha               | Lanxess Arena                    |
| 29 de outubro de 2010   | Hamburgo       | Alemanha               | O2 World                         |
| 30 de outubro de 2010   | Herning        | Dinamarca              | MCH Arena                        |
| 1 de novembro de 2010   | Zurique        | Suíça                  | Hallenstadion                    |
| 2 de novembro de 2010   | Frankfurt      | Alemanha               | Festhalle                        |
| 4 de novembro de 2010   | Manchester     | Inglaterra             | Manchester Evening News Arena    |
| 5 de novembro de 2010   | Newcastle      | Inglaterra             | Metro Radio Arena                |
| 7 de novembro de 2010   | Madri          | Espanha                | Puerta de Alcalá                 |
| 9 de novembro de 2010   | Manchester     | Inglaterra             | MEN Arena                        |
| 10 de novembro de 2010  | Birmingham     | Inglaterra             | LG Arena                         |
| 11 de novembro de 2010  | Londres        | Inglaterra             | O2 Arena                         |
| 11 de novembro de 2010  | Londres        | Inglaterra             | O2 Arena                         |
| Ásia                    |                |                        |                                  |
| 13 de novembro de 2010  | Abu Dhabi      | Emirados Árabes Unidos | Circuito de Yas Marina           |
| 15 de novembro de 2010  | Tel Aviv       | Israel                 | Hayarkon Park                    |
| Austrália               |                |                        |                                  |
| 3 de dezembro de 2010   | Brisbane       | Austrália              | Brisbane Entertainment Centre    |
| 7 de dezembro de 2010   | Perth          | Austrália              | Burswood Dome                    |
| 9 de dezembro de 2010   | Adelaide       | Austrália              | Adelaide Entertainment Centre    |
| 11 de dezembro de 2010  | Sydney         | Austrália              | Acer Arena                       |
| 12 de dezembro de 2010  | Melbourne      | Austrália              | Rod Laver Arena                  |
| 13 de dezembro de 2010  | Melbourne      | Austrália              | Rod Laver Arena                  |
| 15 de dezembro de 2010  | Sydney         | Austrália              | Acer Arena                       |
| América do Norte        |                |                        |                                  |
| 20 de janeiro de 2011   | Sunrise        | Estados Unidos         | BankAtlantic Center              |
| 22 de janeiro de 2011   | Tampa          | Estados Unidos         | St. Pete Times Forum             |
| 23 de janeiro de 2011   | Atlanta        | Estados Unidos         | Philips Arena                    |
| 25 de janeiro de 2011   | Detroit        | Estados Unidos         | Joe Louis Arena                  |
| 26 de janeiro de 2011   | Chicago        | Estados Unidos         | United Center                    |
| 28 de janeiro de 2011   | Saint Paul     | Estados Unidos         | Xcel Energy Center               |
| 29 de janeiro de 2011   | Kansas City    | Estados Unidos         | Sprint Center                    |
| 31 de janeiro de 2011   | Filadélfia     | Estados Unidos         | Wells Fargo Center               |
| 1 de fevereiro de 2011  | Boston         | Estados Unidos         | TD Garden                        |
| 4 de fevereiro de 2011  | Nova York      | Estados Unidos         | Madison Square Garden            |
| 7 de fevereiro de 2011  | Montreal       | Canadá                 | Bell Centre                      |
| 8 de fevereiro de 2011  | Toronto        | Canadá                 | Air Canada Centre                |
| 19 de fevereiro de 2011 | Las Vegas      | Estados Unidos         | MGM Grand Garden Arena           |
| 20 de fevereiro de 2011 | San Diego      | Estados Unidos         | Viejas Arena                     |
| 23 de fevereiro de 2011 | Los Angeles    | Estados Unidos         | Staples Center                   |
| 25 de fevereiro de 2011 | Salt Lake City | Estados Unidos         | EnergySolutions Arena            |
| 26 de fevereiro de 2011 | Denver         | Estados Unidos         | Pepsi Center                     |
| 28 de fevereiro de 2011 | Phoenix        | Estados Unidos         | US Airways Center                |
| 2 de março de 2011      | Dallas         | Estados Unidos         | American Airlines Center         |
| 3 de março de 2011      | Houston        | Estados Unidos         | Toyota Center                    |
| 4 de junho de 2011      | Irvine         | Estados Unidos         | Verizon Wireless Amphitheatre    |
| 5 de junho de 2011      | Mountain View  | Estados Unidos         | Shoreline Amphitheatre           |
| Europa                  |                |                        |                                  |
| 11 de junho de 2011     | Nickelsdorf    | Áustria                | Pannonia Fields II               |
| 12 de junho de 2011     | Leicestershire | Inglaterra             | Donington Park                   |
| 14 de junho de 2011     | Estocolmo      | Suécia                 | Ericsson Globe                   |
| 16 de junho de 2011     | Helsinki       | Finlândia              | Kaisaniemi Park                  |
| 18 de junho de 2011     | Leipzig        | Alemanha               | Festweise                        |
| 19 de junho de 2011     | Oberursel      | Alemanha               | Hessentag State Fair Festival    |
| 21 de junho de 2011     | Hamburgo       | Alemanha               | O2 World                         |
| 25 de junho de 2011     | Munique        | Alemanha               | Reitstadion Riem Stadium         |
| 26 de junho de 2011     | Ímola          | Itália                 | Autodromo Enzo e Dino Ferrari    |
| 28 de junho de 2011     | Arendal        | Noruega                | Tromøy                           |
| 30 de junho de 2011     | Rotselaar      | Bélgica                | Werchter Festival Grounds        |
| 1 de julho de 2011      | Arras          | França                 | Main Square                      |
| 2 de julho de 2011      | St. Gallen     | Suíça                  | Sittertobel                      |
| 4 de julho de 2011      | Londres        | Inglaterra             | The Roundhouse                   |
| América do Norte        |                |                        |                                  |
| 30 de agosto de 2011    | Las Vegas      | Estados Unidos         | The Joint                        |
| Ásia                    |                |                        |                                  |
| 6 de setembro de 2011   | Chek Lap Kok   | Hong Kong              | AsiaWorld-Arena                  |
| 8 de setembro de 2011   | Seoul          | Coreia do Sul          | Olympic Gymnastics Arena         |
| 11 de setembro de 2011  | Chiba          | Japão                  | Makuhari Event Hall              |
| 13 de setembro de 2011  | Yokohama       | Japão                  | Yokohama Arena                   |
| 14 de setembro de 2011  | Nagoya         | Japão                  | Nippon Gaishi Hall               |
| 16 de setembro de 2011  | Osaka          | Japão                  | International Conference Hall    |
| 19 de setembro de 2011  | Taipé          | Taiwan                 | TWTC Nangang Exhibition Hall     |
| 21 de setembro de 2011  | Jakarta        | Indonésia              | Gelora Bung Karno Stadium        |
| 23 de setembro de 2011  | Bangkok        | Tailândia              | Aktive Square                    |
| 25 de setembro de 2011  | Baía Marina    | Singapura              | Circuito Urbano de Marina Bay    |

## Equipe e colaboradores
- Chester Bennington – Vocal principal, percussão ("When They Come for Me", "Blackout"), guitarra ritmica ("Iridescent", "Shadow of the Day"), sampler ("Wretches and Kings")
- Rob Bourdon – Bateria, percussão
- Brad Delson – Guitarra, vocais de apoio; percussão ("When They Come for Me", "Blackout", "The Catalyst"), teclados ("Waiting for the End"), sintetizador ("The Catalyst")
- Dave "Phoenix" Farrell – Baixo, vocais de apoio; sintetizador ("Blackout")
- Joe Hahn – Turntables, programação, samples, vocais de apoio, sintetizador
- Mike Shinoda – Vocais, guitarra ritmica, teclados